# 水入苑生
水入 苑生（みずいり そのお、1946年〈昭和21年〉 - ）は、日本の医師、医学者、腎臓内科医。東邦大学医学部卒業。東邦大学医学部名誉教授。

## 略歴
1970年（昭和45年）4月に、東邦大学医学部を卒業し、医師免許を取得する。
東邦大学大森病院（現在の東邦大学医療センター大森病院）で研修医として勤務する。
1971年（昭和46年）6月に、東邦大学医学部（内科学第2講座）に研究生として所属する。
1972年（昭和47年）7月に、アメリカ在住のため2年間休職する。
1974年（昭和49年）7月に、東邦大学医学部に研究生（内科学第2講座）として復職する。
1974年（昭和49年）12月に、川崎中央病院の内科に出向をする。
1976年（昭和51年）6月に、東邦大学医学部（内科学第2講座）に助手として勤務する。
1979年（昭和54年）6月に、川崎中央病院の内科に2度目の出向をする。
1980年（昭和55年）6月に、東邦大学医学部（内科学第2講座）に復職する。　
1981年（昭和55年）9月に、東邦大学医学部の腎臓学研究室に移籍する。
1983年（昭和58年）12月に、東邦大学医学部（腎臓内科）の講師に就任する。
1989年（平成元年）6月に、神奈川県横浜市にある済生会横浜市南部病院（透析センター部長）に出向する。
1991年（平成3年)4月に、東邦大学医学部の腎臓学研究室に復職する。
1991年（平成3年）9月に、東邦大学医学部（腎臓学研究室）の助教授に就任する。
2003年（平成15年）7月に、東邦大学医学部付属大森病院の人工透析室室長に就任する。
2005年（平成17年）2月に、東邦大学医療センター大森病院の腎センター（腎臓内科）の教授に就任する。
2011年（平成23年）3月に、東邦大学医学部を退職となり、東邦大学医学部の名誉教授に就任する。
2011年（平成23年）4月に、広島県広島市にある「医療法人一陽会 原田病院」の腎臓内科科長に就任する。　　　　          　  　　　　　　　　　　　　　　　　　
2012年（平成24年）4月に、広島県広島市にある「医療法人一陽会 原田病院」の透析室室長を兼任する。

## 認定医・役員
- 日本内科学会認定医
- 日本腎臓学会専門医・指導医
- 日本透析医学会専門医・指導医
- 日本臨床腎移植学会認定医
- 日本透析医学会評議員・日本腎臓学会理事であった。

## 所属学会
- 日本内科学会
- 日本腎臓学会
- 日本透析医学会
- 日本腹膜透析医学会
- 日本臨床腎移植学会

## 備考
- 名前が「水入苑生（みずいり えんしょう）」と誤読されることがあるが、正しくは「水入苑生（みずいり そのお）」と読む。